# Cajon Pass
De Cajon Pass is een 1151 meter hoge bergpas tussen de San Bernardino Mountains en de San Gabriel Mountains. Ze ligt in San Bernardino County in de Amerikaanse staat Californië. De bergpas ligt op de scheiding van de bekkens van de Mojave River in het noorden en de Santa Ana River in het zuiden. De bergpas is ontstaan door de bewegingen van de San Andreasbreuk.
De Cajon Pass vormt een belangrijke verbinding tussen San Bernardino in de Greater Los Angeles Area, de Victorvallei, de Mojavewoestijn en Las Vegas. Zo passeert de Interstate 15-snelweg ten westen van de pas, langs Cajon Summit. De California State Route 138 loopt over de eigenlijke pas. De spoorlijnen van de Union Pacific Railroad en BNSF Railway passeren er, en de Brightline West-hogesnelheidslijn voor passagierstreinen naar Las Vegas zal worden aangelegd in de middenberm van de snelweg.
Het Pacific Crest Trail, een langeafstandspad van Mexico tot in Canada, loopt eveneens over de Cajon Pass. In het wandelseizoen komen er vaak verschillende honderden wandelaars aan, na een van de zwaarste en warmste etappes door de woestijn. Er is een McDonald's-restaurant en een motel aan de Cajon Pass.

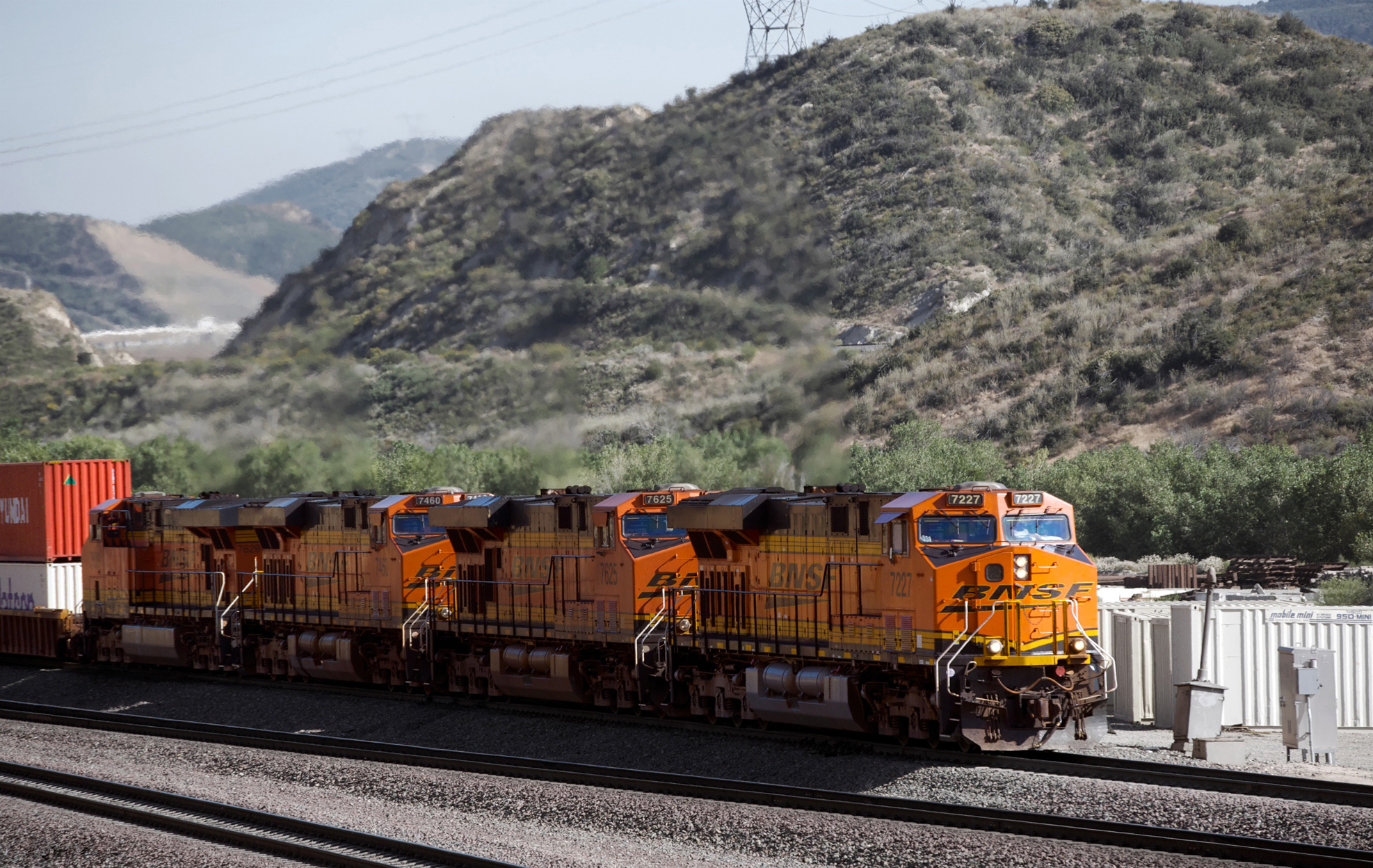
Een BNSF-goederentrein klimt op de Cajon Pass, op weg naar Barstow en verder